# Prairie Capital Convention Center
Het Prairie Capital Convention Center is een arena in Springfield, Illinois. De arena heeft 8,900 zitplaatsen en is gebouwd in 1978. Het gebouw wordt beheerd door de Springfield Metropolitan Exposition and Auditorium Authority. De arena organiseert lokale concerten en sportevenementen voor de omgeving en is de thuisbasis voor het Springfield Stallions binnenfootballteam. 